# Orbest
A IberoJet Portugal (antigamente Orbest) é uma companhia aérea portuguesa que opera voos regulares e charter desde Portugal, nomeadamente os aeroportos de Lisboa e Porto para destinos de lazer. A empresa foi fundada em 2007 e é propriedade do Grupo Barcélo. 
A companhia opera voos desde Lisboa para Cancun, Samaná, Varadero, Punta Cana em formato sazonal ou Charter.
Desde 2021, a Orbest e a Evelop operaram com a marca comercial Iberojet.

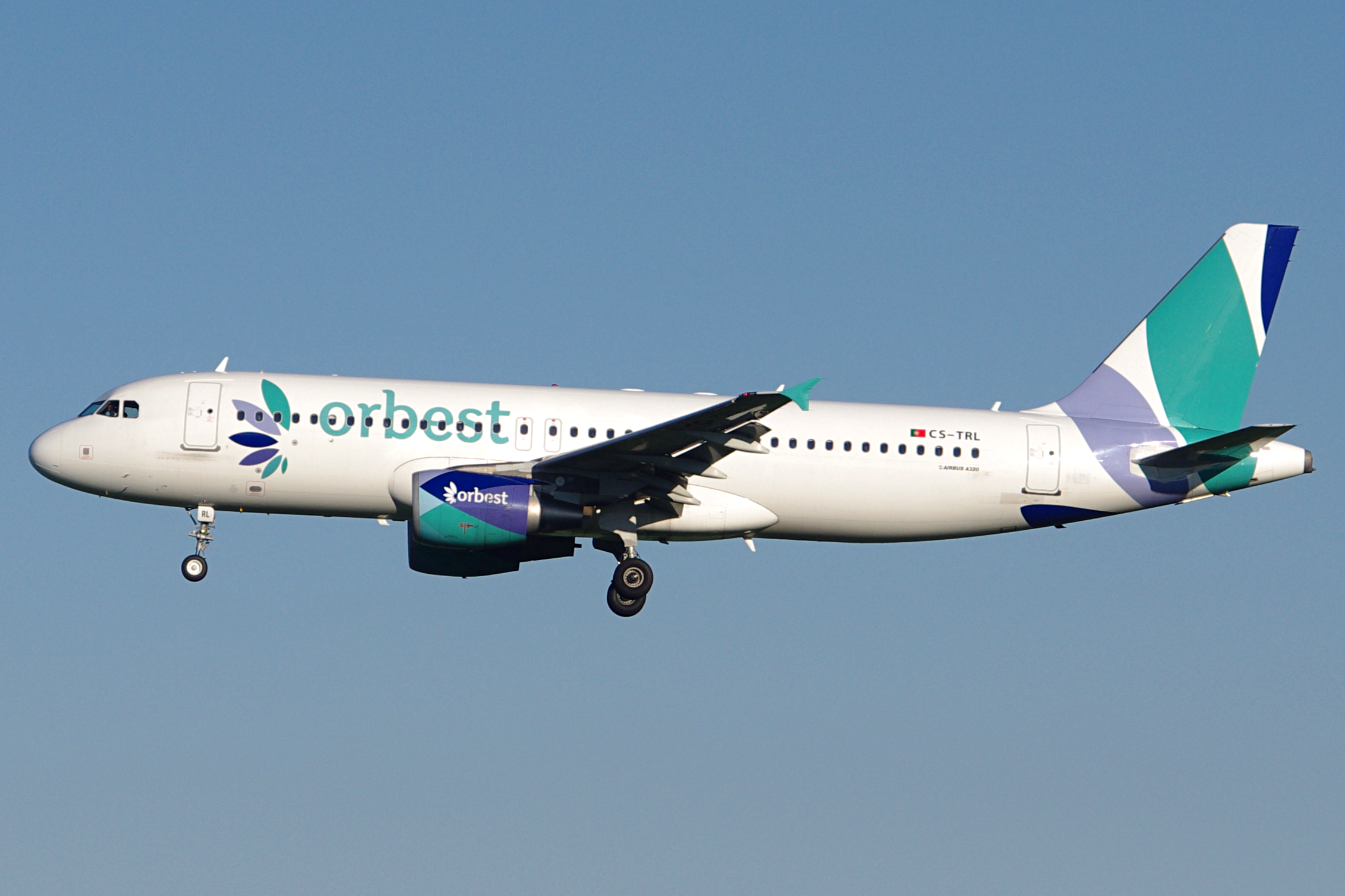
CS-TRL Airbus A320-200

## Frota

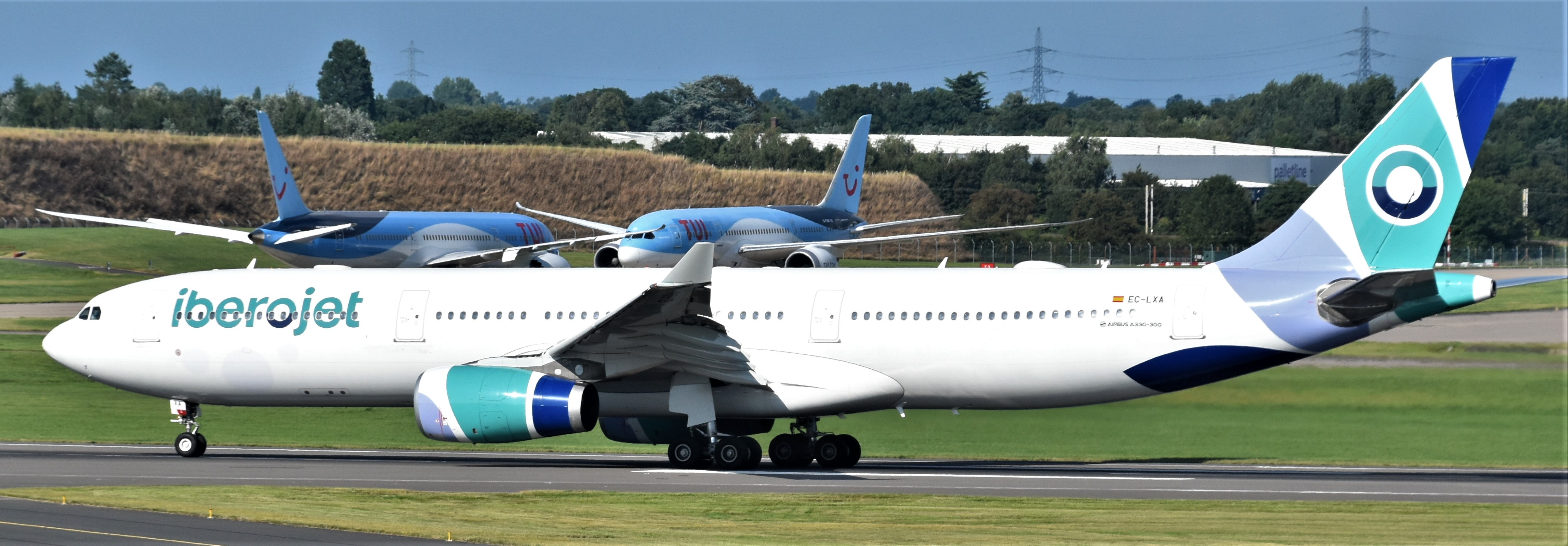
Airbus A330-300

A Frota da Iberojet Portugal em 2022 é composta por:                                                                                                                                                                   
| Tipo de Avião      | Ativos | Encomendas | Passageiros     | Notas         |
| ------------------ | ------ | ---------- | --------------- | ------------- |
| Airbus A330-900neo | 2      | ---        | 388Y 353Y / 18B | CS-TKH CS-TCF |
| Total:             | 2      | ---        |                 |               |